# Тактовий генератор

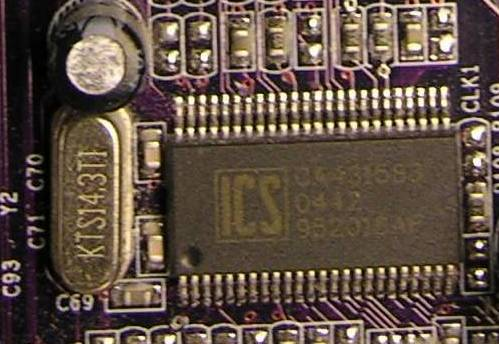
Тактовий генератор персонального комп'ютера на ICS 952018AF і резонаторі 14,3 МГц

Генератор тактової частоти (генератор тактових імпульсів) — електронний генератор, призначений для генерації електричних тактових імпульсів заданої частоти (зазвичай прямокутної форми) для синхронізації сигналів та процесів в цифрових пристроях — комп'ютерах, електронних годинниках і таймерах, в мікропроцесорній та іншій цифровій техніці. Тактові імпульси часто використовуються як еталонна частота — рахуючи їх кількість, можна, наприклад, вимірювати часові інтервали.
В мікропроцесорній техніці один тактовий імпульс, як правило, відповідає одній базовій операції. Обробка однієї інструкції може проводитися за один або кілька тактів роботи мікропроцесора, в залежності від архітектури і типу інструкції. Частота тактових імпульсів визначає швидкість обчислень.
В складних пристроях тактовий генератор одночасно генерує декілька імпульсів, зміщених один відносно одного по фазі, що дозволяє синхронізувати елементи таких пристроїв та уникати «перегонів» сигналів. Багатофазні тактові генератори, наприклад, використовуються в апаратних системах з конвеєром команд. Зміщення імпульсів по фазі досягається поділом частоти або лініями затримки сигналу.

## Типи генераторів
В залежності від складності пристрою, використовують різні типи генераторів, такі як мультивібратор, генератор Пірса тощо.

### RC-генератор
У нескладних конструкціях, не критичних до стабільності тактового генератора, часто використовується послідовне включення декількох інверторів через RC-компоненти. Частота коливань залежить від номіналів резистора і конденсатора. Основний мінус даної конструкції — низька стабільність частоти. Плюс — гранична простота.

### Кварцовий генератор
Складовою кварцового генератора є кварцовий резонатор, який забезпечує стабільність частоти. Мікросхема генерації являє собою спеціальну мікросхему, яка при підключенні до її входів кварцового резонатора буде видавати на інших виводах частоту, поділену або помножену на вхідну. Таке рішення використовується в годинниках, а також на старих материнських платах (де частоти шин були заздалегідь відомі, тільки внутрішня частота центрального процесора множилася коефіцієнтом множення).
В простому випадку тактовий генератор може бути побудований без використання спеціальних мікросхем. Для побудови тактового генератора, який виробляє прямокутні імпульси, можна застосувати такі мікросхеми, як К155ЛА3 (містить чотири елементи 2І-НЕ), яка виконана за технологією ТТЛ або К555ЛА3 (SN74LS00), яка виконана за технологією ТТЛШ і збігається за виводами з мікросхемою К155ЛА3. А також К1533ЛА3 (SN74ALS00). Так само можна використовувати К155ЛН1 або К555ЛН1(SN74LS04). Крім мікросхеми буде потрібен кварцовий резонатор (частота на яку він розрахований і буде вихідною частотою генератора), а також кілька резисторів. Схеми даних генераторів настільки прості, що немає сенсу наводити їх тут, вони описані у всіх підручниках по електроніці. А надійність їх, незаперечна багаторічним застосуванням у всіх ЕОМ, ПЕОМ та інших конструкціях, таких як частотоміри, цифрові шкали, годинник і багато інших.
В більш складних випадках використовують спеціальні мікросхеми тактового генератора, які простими засобами дозволяють отримати багатофазні тактові генератори.

### Програмована мікросхема генерації

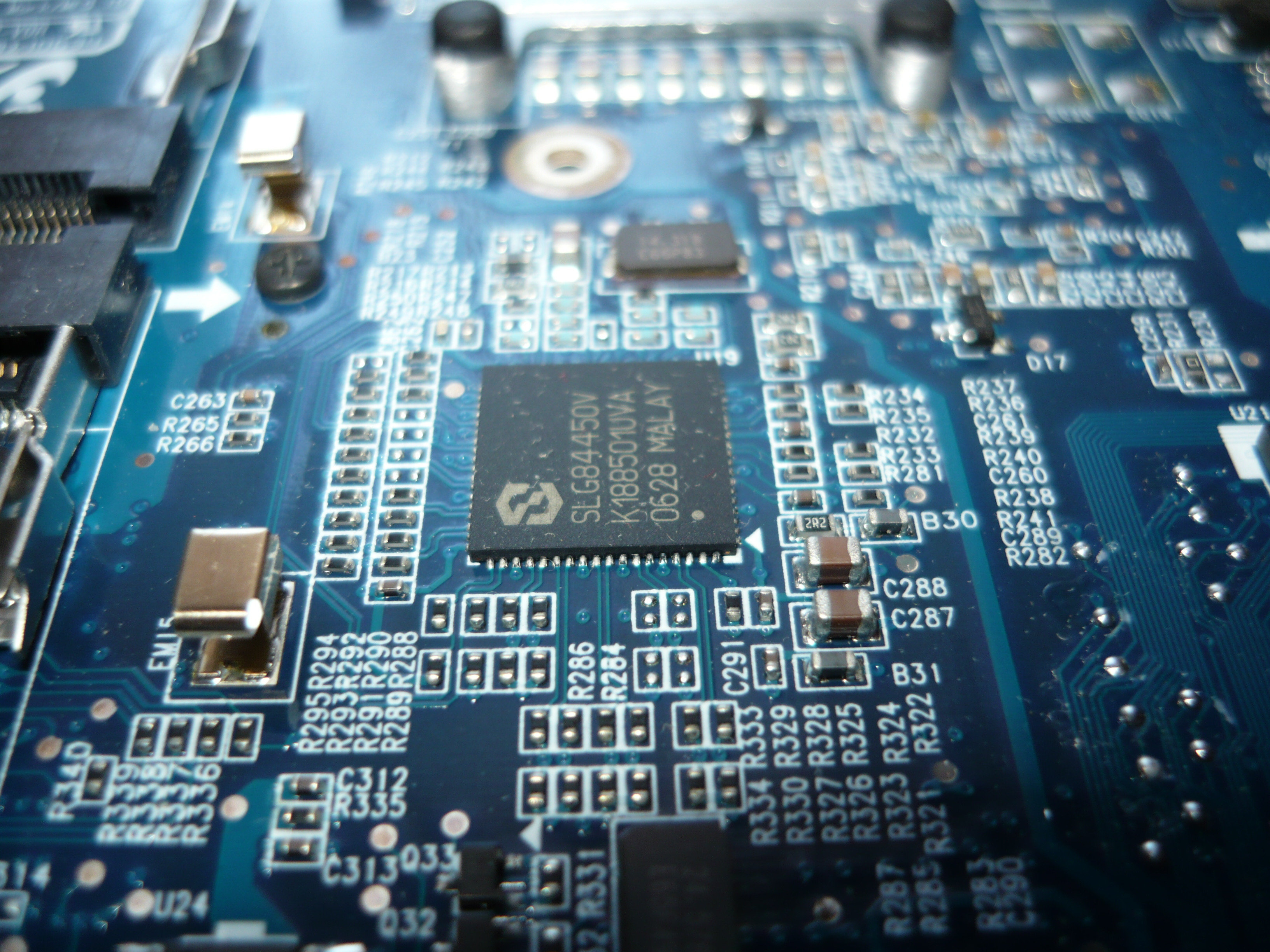
Спеціальна мікросхема тактового генератора на платі ноутбука Samsung

У сучасних материнських платах необхідно велика кількість різних частот, крім опорної частоти системної шини, які, по можливості, не повинні бути залежні один від одного. Хоча базова частота все ж формується кварцовим резонатором (частота — 14,3 МГц), вона необхідна лише для роботи самої мікросхеми. Вихідні ж частоти коригуються самою мікросхемою. Наприклад, частота системної шини може дорівнювати стандартним 33 МГц, AGP — 66 МГц і не залежить від частоти FSB процесора.
Якщо в електронній схемі необхідно розділити частоту на 2 використовують Т-тригер в режимі лічильника імпульсів. Відповідно, для збільшення дільника збільшують кількість лічильників (тригерів).